# Agrypon productor
Agrypon productor är en stekelart som först beskrevs av Morley 1913.  Agrypon productor ingår i släktet Agrypon och familjen brokparasitsteklar. Inga underarter finns listade i Catalogue of Life.